# Łojewo (Płoskinia)
Łojewo (deutsch Lauenhof) ist ein Ort in der polnischen Woiwodschaft Ermland-Masuren. Er gehört zur Gmina Płoskinia (Landgemeinde Plaßwich) im Powiat Braniewski (Kreis Braunsberg).

## Geographische Lage
Łojewo liegt im Nordwesten der Woiwodschaft Ermland-Masuren, 17 Kilometer südöstlich der Kreisstadt Braniewo (Braunsberg).

## Geschichte
Das einstige Lauenhof bestand aus ein paar mittleren Höfen. Als ein Gutsbezirk kam Lauenhof 1874 zum neu errichteten Amtsbezirk Plaßwich (polnisch Płoskinia) im ostpreußischen Kreis Braunsberg, Regierungsbezirk Königsberg. Im Jahre 1910 zählte Lauenhof 33 Einwohner.
Am 30. September 1928 musste Lauenhof seine Eigenständigkeit aufgeben, als es in die Nachbargemeinde Gedilgen (polnisch Giedyle) eingegliedert wurde.
Als in Kriegsfolge das gesamte südliche Ostpreußen 1945 zu Polen kam, erhielt Lauenhof die polnische Namensform „Łojewo“. Der Ort wurde nur noch schwach besiedelt, heute gibt es in Łojewo kein einziges Gebäude mehr. Łojewo bildet heute eine Ortschaft im Verbund der Gmina Płoskinia im Powiat Braniewski, von 1975 bis 1998 der Woiwodschaft Elbląg, seither der Woiwodschaft Ermland-Masuren zugehörig.

## Religion
Für Łojewo zuständig ist wie vor 1945 auch für Lauenhof die römisch-katholische St. Katharinenkirche in Płoskinia (Plaßwich), heute dem Erzbistum Ermland zugeordnet.
Bis 1945 war Lauenhof außerdem in die evangelische Pfarrkirche Mehlsack (polnisch Pieniężno) in der Kirchenprovinz Ostpreußen der Kirche der Altpreußischen Union eingepfarrt. Heute gehört Łojewo zur Diözese Masuren der Evangelisch-Augsburgischen Kirche in Polen.

## Verkehr
Nach Łojewo führt heute eine Landwegverbindung von Giedyle (Gedilgen) aus. Eine Bahnanbindung besteht nicht.